# انگلوزلت-کورشل
انگلوزلت-کورشل (به فرانسوی: Angluzelles-et-Courcelles) یک کمون در فرانسه است که در canton of Fère-Champenoise واقع شده‌است. انگلوزلت-کورشل ۱۳٫۷ کیلومتر مربع مساحت دارد ۹۳ متر بالاتر از سطح دریا واقع شده‌است.